# Persheda
Persheda (en francès Perchède) és un municipi francès situat al departament del Gers i a la regió d'Occitània.

## Demografia
| 1962                                       | 1968 | 1975 | 1982 | 1990 | 1999 | 2006 |
| ------------------------------------------ | ---- | ---- | ---- | ---- | ---- | ---- |
| 97                                         | 83   | 79   | 83   | 82   | 74   | 77   |
| Des de 1962: població sense dobles comptes |      |      |      |      |      |      |

## Administració
| Període   | Identitat        | Partit |
| --------- | ---------------- | ------ |
| 1995-2008 | Raymond Daminato | CPNT   |
| 2008-     | Alain Marin      |        |